# Championnat de Tchécoslovaquie féminin de football
Le championnat de Tchécoslovaquie de football féminin est une compétition de football féminin opposant les meilleurs clubs de Tchécoslovaquie. La compétition est divisée entre République tchèque et Slovaquie de 1968 à 1988. De 1988 à 1993, les champions tchèque et slovaque s'affrontent en finale.

## Palmarès
| Saison    | Champion tchèque     | Champion slovaque         |
| --------- | -------------------- | ------------------------- |
| 1967-1968 | -                    | Rapid Bratislava          |
| 1968-1969 | -                    | Dukla ZPA Prešov          |
| 1969-1970 | Slavia Prague        | Dukla ZPA Prešov          |
| 1970-1971 | Slavia Prague        | Dukla ZPA Prešov          |
| 1971-1972 | Slavia Prague        | Dukla ZPA Prešov          |
| 1972-1973 | Uhelné sklady Prague | Dukla ZPA Prešov          |
| 1973-1974 | Slavia Prague        | Skloplast Trnava          |
| 1974-1975 | Slavia Prague        | Skloplast Trnava          |
| 1975-1976 | Sparta Prague        | Skloplast Trnava          |
| 1976-1977 | Sparta Prague        | Skloplast Trnava          |
| 1977-1978 | Sparta Prague        | Skloplast Trnava          |
| 1978-1979 | Slavia Prague        | Skloplast Trnava          |
| 1979-1980 | Sparta Prague        | Skloplast Trnava          |
| 1980-1981 | Sparta Prague        | Slávia SSM Holíč          |
| 1981-1982 | Sparta Prague        | Agrostav Spišská Nová Ves |
| 1982-1983 | Slavia Prague        | Slávia SSM Holíč          |
| 1983-1984 | Sparta Prague        | Skloplast Trnava          |
| 1984-1985 | Sparta Prague        | Slávia SSM Holíč          |
| 1985-1986 | Sparta Prague        | Skloplast Trnava          |
| 1986-1987 | Slavia Prague        | Slávia SSM Holíč          |
| 1987-1988 | Slavia Prague        | Skloplast Trnava          |

| Saison    | Champion tchécoslovaque | Champion tchèque | Champion slovaque         |
| --------- | ----------------------- | ---------------- | ------------------------- |
| 1988-1989 | Sparta Prague           | Sparta Prague    | Skloplast Trnava          |
| 1989-1990 | Sparta Prague           | Sparta Prague    | Skloplast Trnava          |
| 1990-1991 | Sparta Prague           | Sparta Prague    | Slávia SSM Holíč          |
| 1991-1992 | Slavia Prague           | Slavia Prague    | Slávia Filosof Bratislava |
| 1992-1993 | Slavia Prague           | Slavia Prague    | FC Košice                 |